# Deliathis batesi
Deliathis batesi är en skalbaggsart som beskrevs av Charles Joseph Gahan 1888. Deliathis batesi ingår i släktet Deliathis och familjen långhorningar. Inga underarter finns listade i Catalogue of Life.